# Пјетро Рава
Пјетро Рава (итал. Pietro Rava; 21. јануар 1916 — 5. новембар 2006) био је италијански фудбалер и фудбалски тренер. Играо је на позицији левог бека.
Наступао је за Јувентус, Алесандрију и Новару. Био је капитен Јувентуса од 1942. до 1949. године. За репрезентацију Италије одиграо је 30 утакмица. Освојио је златну медаљу на Светском првенству 1938. и Летњим олимпијским играма 1936. Заједно са Серђом Бертонијем, Алфредом Фонијем и Угом Локателијем чини четворицу играча који су освојили обе златне медаље на ова два такмичења.
Након играчке каријере био је тренер клубова међу којима су Падова, Сампдорија, Палермо и Алесандрија.